# 쉼표 범주
범주론에서 쉼표 범주(-標範疇, 영어: comma category)는 같은 공역을 갖는 두 함자로부터 정의되고, 함자들의 공역의 사상들을 대상으로 하는 범주이다.

## 정의
범주 {\displaystyle {\mathcal {A}}}, {\displaystyle {\mathcal {B}}}, {\displaystyle {\mathcal {C}}} 및 함자
{\displaystyle F\colon {\mathcal {A}}\to {\mathcal {C}}}
{\displaystyle G\colon {\mathcal {B}}\to {\mathcal {C}}}
가 주어졌다고 하자. 그렇다면 쉼표 범주 {\displaystyle F\downarrow G}는 다음과 같은 범주이다.
- {\displaystyle F\downarrow G}의 대상은 다음과 같은 튜플 {\displaystyle (A,B,\phi )}이다.
  - {\displaystyle A\in {\mathcal {A}}}, {\displaystyle B\in {\mathcal {B}}}는 각각 {\displaystyle {\mathcal {A}}} 또는 {\displaystyle {\mathcal {B}}}의 대상이다.
  - {\displaystyle \phi \in \hom _{\mathcal {C}}(F(A),G(B))}는 {\displaystyle {\mathcal {C}}} 속의 사상이다.
- {\displaystyle F\downarrow G}의 사상 {\displaystyle (f,g)\in \hom _{F\downarrow G}((A,B,\phi ),(A',B',\phi '))}은 다음과 같은 순서쌍이다.
  - {\displaystyle f\in \hom _{\mathcal {A}}(A,A')}이며 {\displaystyle g\in \hom _{\mathcal {B}}(B,B')}이며, 또한 {\displaystyle \phi '\circ F(f)=G(g)\circ \phi \in \hom _{\mathcal {C}}(F(A),G(B'))}이다.
- {\displaystyle F\downarrow G}의 사상의 합성은 {\displaystyle (f,g)\circ (f',g')=(f\circ f',g\circ g')}이다.
- {\displaystyle F\downarrow G}의 항등 사상은 {\displaystyle \operatorname {id} _{(A,B,\phi )}=(\operatorname {id} _{A},\operatorname {id} _{B})}이다.

### 화살표 범주
화살표 범주(영어: arrow category)는 {\displaystyle {\mathcal {A}}={\mathcal {B}}={\mathcal {C}}}이며 {\displaystyle F=G=\operatorname {Id} _{\mathcal {C}}}인 경우이다. 이 경우는 {\displaystyle {\mathcal {C}}^{\to }}라고 쓰며,  {\displaystyle {\mathcal {C}}^{\to }}의 대상은 {\displaystyle {\mathcal {C}}}의 사상이며,  {\displaystyle {\mathcal {C}}^{\to }}의 사상은 {\displaystyle {\mathcal {C}}}의 가환 사각형들이다.

### 조각 범주
{\displaystyle 1}이 자명군에 대응하는, 하나의 대상과 그 항등 사상만을 갖는 범주이며, {\displaystyle X^{*}\colon 1\to {\mathcal {C}}}가 {\displaystyle 1}의 유일한 대상을 {\displaystyle X\in {\mathcal {C}}}로 대응시키는 함자라고 하자. 그렇다면 쉼표 범주
{\displaystyle {\mathcal {C}}/X=\operatorname {Id} _{\mathcal {C}}\downarrow X^{*}}
를 {\displaystyle X}에 대한 조각 범주(영어: slice category)라고 한다. 반대로, 두 함자의 순서를 바꾼 쉼표 범주
{\displaystyle X\backslash {\mathcal {C}}=X^{*}\downarrow \operatorname {Id} _{\mathcal {C}}}
를 {\displaystyle X}에 대한 쌍대 조각 범주(영어: coslice category)라고 한다.

## 예
- {\displaystyle \{\bullet \}}이 한원소 집합이라고 하자. 그렇다면 쌍대 조각 범주 {\displaystyle \{\bullet \}\backslash \operatorname {Set} }는 점을 가진 집합의 범주이다. 마찬가지로, {\displaystyle \{\bullet \}\backslash \operatorname {Top} }은 점을 가진 공간의 범주이다. 이들은 대수적 위상수학에서 쓰인다.
- 대수기하학에서 {\displaystyle \operatorname {Sch} /K}는 체의 아핀 공간 {\displaystyle \operatorname {Spec} K}에 대한 스킴들의 조각 범주이다. 보다 일반적으로, 스킴 {\displaystyle S\in \operatorname {Sch} }에 대하여, {\displaystyle \operatorname {Sch} /S}는 {\displaystyle S}-스킴들의 범주이다.
- 함자 {\displaystyle D\colon \operatorname {Set} \to \operatorname {Set} }가 {\displaystyle D(S)=S\times S}라고 하자. 그렇다면 {\displaystyle \operatorname {Id} _{\operatorname {Set} }\downarrow D}는 (스스로로 가는 변을 허용하는) 유향 그래프의 범주이다. 이 경우, 대상은 {\displaystyle (E,V,\operatorname {end} )}의 꼴인데 {\displaystyle E}는 변의 집합, {\displaystyle V}는 꼭짓점의 집합, 함수 {\displaystyle \operatorname {end} \colon E\to V\times V}는 각 변을 양 끝점의 순서쌍으로 대응시키는 함수이다.
  - 무향 그래프의 범주를 얻으려면, {\displaystyle D}를 {\displaystyle D(S)=(S\times S)/((s,t)\sim (t,s)\forall s,t\in S)}로 치환하면 된다.
  - 시작점과 끝점이 같은 변을 허용하지 않으려면, {\displaystyle D}를 {\displaystyle D(S)=(S\times S)\setminus \{(s,s)|s\in S\}}로 치환하면 된다.
- {\displaystyle \operatorname {CRing} }이 가환환의 범주라고 하자. 그렇다면 쌍대 조각 범주 {\displaystyle R\backslash \operatorname {CRing} }은 {\displaystyle R}에 대한 가환 대수의 범주 {\displaystyle R{\text{-CAlg}}}와 동치이다.
- {\displaystyle \operatorname {forget} \colon \operatorname {Grp} \to \operatorname {Set} }가 군의 범주에서 집합의 범주로 가는 망각 함자라고 하고, {\displaystyle S^{*}\colon 1\to \operatorname {Set} }가 {\displaystyle 1}의 유일한 대상을 집합 {\displaystyle S}로 대응시키는 함자라고 하자. 그렇다면 {\displaystyle S^{*}\downarrow \operatorname {forget} }의 대상은 {\displaystyle S}에서 군 {\displaystyle G}로 가는 함수 {\displaystyle S\to G}이며, {\displaystyle S^{*}\downarrow \operatorname {forget} }의 사상은 군 준동형과 일대일 대응된다. 이 경우, {\displaystyle S^{*}\downarrow \operatorname {forget} }의 시작 대상은 {\displaystyle S}로 생성되는 자유군이다.[1]:9

## 역사와 어원
프랜시스 윌리엄 로비어가 1963년 박사 학위 논문에서 도입하였다. 원래 쉼표 범주의 표기법이 쉼표를 사용하여 {\displaystyle (F,G)}였기 때문에 ‘쉼표 범주’라고 불렸다. 오늘날 이 표기법은 더 이상 쓰이지 않지만, ‘쉼표 범주’라는 이름만은 그대로 쓰이고 있다.